# روانا
روانا (به ایتالیایی: Roana) یک منطقهٔ مسکونی در ایتالیا است که در استان ویچنزا واقع شده‌است.

## خصوصیات
روانا ۷۸ کیلومترمربع مساحت و ۳٬۷۶۵ نفر جمعیت دارد و ۹۹۴ متر بالاتر از سطح دریا واقع شده‌است.

## خواهرخوانده
شهرهای ولدن (ویلس) و Pojana Maggiore خواهرخوانده‌های روانا هستند.